# Katsutoshi Naitō

Katsutoshi Naito dit "Tiger Naito"

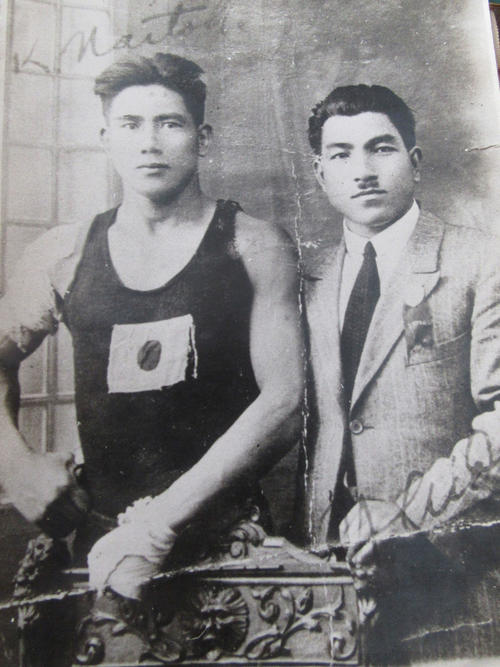
K. Naito et son entraîneur Aida Hikoichi

内藤克俊 (Naitō Katsutoshi), VIIe Dan de judo est né le 25 février 1895 à Hiroshima, fils de Assa et de Katsuaki Naitō. Il est décédé le 27 septembre 1969 à Suzano, ville de l'État de São Paulo est un sportif japonais spécialiste de la lutte. Il est considéré comme le fondateur de la lutte japonaiseet a œuvré à l’organisation, à la diffusion et à la reconnaissance institutionnelle du Judo au Brésil.

## Situation personnelle
Orphelin dés le plus jeune âge, son père, officier de l'armée, meurt alors qu'il a six mois, quand peu de temps après avoir intégré l'école élémentaire Hiroshima Saemi, sa mère décède brutalement. Il est recueilli par sa soeur mariée qui habite Taiwan - alors occupé par le Japon - où l'enfant s'initie à la gymnastique. En 1914, il commence à acquérir les rudiments de l'art martial avec son professeur Takeuchi. L'année suivante, sa soeur et son beau-frère retourne au Japon et Katsutoshi étudie au Lycée Technique de l'Agriculture de Kagoshima. À la fin de l'année, sa famille d’adoption s'établit à Tokyo où il devient l'élève de l'inventeur du judo, Jigorō Kanō, au Kōdōkan - la première école fondée en 1882 - où il obtient son 2ème Dan.
Diplômé de la Taipei First Middle School à Taiwan et de la Kagoshima High School of Agriculture and Forestry (aujourd'hui Kagoshima National University), il bénéficie d'une bourse créée après 1918 par le gouvernement impérial japonais qui permet à certains jeunes méritants de se voir subventionner un voyage à l’étranger.  Katsutoshi part sur la côte pacifique des États-Unis en 1919 et travaille dans des fermes des régions de San Francisco, puis de Washington.
En 1920, il est le premier étudiant japonais inscrit à l'Université de Pennsylvanie pour étudier l'horticulture. C'est là qu'il intègre l'équipe de lutte libre de l'Université comme poids plume (56/61 kg), un sport alors inconnu au Japon. En 1923, il devient Capitaine de l'équipe en préparation des championnats de la Ligue Américaine de l'Est et se voit bientôt surnommé «Tiger Naito».

## Carrière sportive
En 1924, Naitō n'est pas sélectionné dans l'équipe olympique américaine en raison de la loi Johnson-Reed portant sur le contrôle de l'immigration. Cependant, grâce à l'intervention du doyen de l'Université d'État de Pennsylvanie, il peut rejoindre, à Paris, la délégation japonaise. Il participe aux VIIIes Jeux olympiques de Paris qui ont lieu entre le 4 mai et le 25 juillet 1924, dans la catégorie « lutte gréco-romaine et libre ». Son inscription est effectuée par courrier. Il voyage alors sur le même paquebot de ligne que l'équipe américaine, ses futurs adversaires. Arrivé en France, il rejoint la délégation japonaise à Paris, composée de 38 personnes.
À Paris, il participe aux deux épreuves de lutte gréco-romaine et libre. Il termine 8e de la compétition et obtient la seule médaille du Japon, le 14 juillet, une médaille de bronze : en dépit de s'être fracturé un doigt à la main gauche la veille, remportant le combat contre Albert Foubert de Belgique, Cliff Chilcott du Canada et Sigfrid Hansson de Suède, il perd face à Robin Reed et Chester Newton lutteurs américains.Katsutoshi Naitō devient ainsi, en 1924, le premier sportif japonais a remporté une médaille olympique dans la discipline de la lutte.

## Le détail de la compétition
La lutte est pratiquée depuis les premiers Jeux olympiques modernes, mais au Japon, à l’époque elle est méprisée. Elle est appelée « judo nu » ou « sumo occidental ». Elle est considérée comme une sous-classe du judo et n'est pas prise en considération. Pour cette raison, elle n'était pas pratiquée au Japon à l'époque. Bien qu'épaulé par Aida Hikoichi, le fondateur du Kokushikan Judo, durant son séjour en Europe, c’est un vrai défi pour Katsutoshi de participer aux jeux Olympiques. Hélas, alors qu’il s’entraine à bord du bateau contre ses ex-collègues américains mais futurs adversaires, il se blesse aux doigts de la main ce qui limite désormais ses mouvements. Il se classe malgré cela huitième en style gréco-romain. Au troisième tour de la compétition des poids plume en style libre, il s’incline face à Robin Reed suite à une décision arbitrale, un combattant contre lequel il n'avait jamais perdu en compétition aux États-Unis. Après le combat, Reed lui a dit : « Je vais me battre pour conserver ma place de champion mais tu pourras espérer la deuxième ou troisième place. » À l'époque, la règle voulait que le perdant du championnat se batte pour la deuxième et la troisième place. Reed a remporté la médaille d'or comme il le prévoyait, ce qui donnait une chance à l’athlète japonais de gagner une médaille, mais Katsutoshi s'est blessé au cou et à l'épaule lors de journées de compétition consécutives et s'est en plus démis l’index de la main gauche avant le dernier affrontement, alors que sa main était déjà gravement blessée. Le groupe de médecins qui l'accompagnait lui recommande alors de renoncer à la compétition. Mais alors que les coureurs de fond Shizo Kanaguri, Yahei Miura et Kikunosuke Tashiro, qui avaient participé au marathon du 13 juillet, avaient tous abandonné pendant la course, la communauté japonaise vivant à Paris était très remontée. En entendant leur doléance Katsutoshi s’engage dans la demi-finale avec une forte détermination, déclarant : « Si, je renonce à participer, j’aurais des regrets pour mon pays et pour le soutien reçu du peuple japonais. » et « Je jure que je ne ferai rien d'autre que de me battre de toutes mes forces », Katsutoshi Naito s'est engagé dans la dernière épreuve. Il a remporté le combat pour la troisième place, gagnant ainsi sa première médaille (bronze) pour sa première participation à la lutte japonaise, un exploit historique.C'était la deuxième médaille olympique pour un sportif japonais, après la médaille d'argent remportée par le joueur de tennis Kumagai Kazuya (1890-1968) aux Jeux d'Anvers.

## Retour au Japon
Il rentre aux USA sur le paquebot Veendan, et arrive le 23 août 1924 à Ellis Island à New-York. La presse américaine augure alors que Katsutoshi est le favori dans sa catégorie pour les Jeux olympiques de 1928, qui se tiendront à Amsterdam. Son diplôme en poche, il retourne au Japon, où il continue à pratiquer le judo et introduit la pratique de la lutte dans les académies militaires et dans des clubs sportifs. Il reçoit alors de Jigoro Kano, ministre de l'Éducation et membre du comité international olympique, le 4e dan de Judo de ceinture noire. Ensuite, il s'embarque pour Taiwan, toujours occupé par les Japonais, et va travailler dans l'industrie du raffinage du sucre.

## Expatriation au Brésil
Engagé comme ingénieur par la société agronome de colonisation Nambei Takushoku Kabushiki Gaisha (South America Colonization Company Limited), Katsutoshi, Chioko son épouse et son fils Katsuhiro immigrent au Brésil à bord du navire Hawai Maru et arrivent à Belém, en Amazonie, État du Pará, en 1928. Il travaille alors comme surintendant de la Ferme expérimentale Açaiza à Tomé-Açu, ville  fondée en  1929, véritable colonie privée japonaise où sont cultivés la canne à sucre, le manioc et les agrumes. L'année suivante, il change d'entrepreneur et s'installe à la Ferme expérimentale de Castlebay où il supervise la plantation de diverses espèces de plantes: comme le quinquina ( environs 23 000 pieds), le cèdre, les cocotiers, de la cannelle, des clous de girofle, du cacao, du café, des oranges etc.
Ces fermes fermeront assez vite. La colonisation de l'Amazonie basée sur la dotation de terre de l’État brésilien à de grandes sociétés privées étrangères, ici japonaises, a principalement échoué en raison de l'éloignement des grands marchés de consommation, des épidémies, des inondations, la densité de la forêt ainsi qu'à la qualité du sol impropre à la culture.Les immigrants ont ensuite suivi des destins différents : certains sont retournés au Japon, d'autres se sont installés à Belem, certains sont restés à Tomé-Acu et une partie a émigré à São Paulo. C'est ce que fit Katsutoshi, en 1931, après avoir passé quelques mois à Itaquera, district de la Zone Est de São Paulo, il s'installe à Suzano, dans le quartier de Boa Vista.Une rue aujourd'hui porte son nom. Il y travaille à son propre compte, cultive des légumes, des fruits (surtout les fraises, Suzano a été longtemps considérée comme la «capitale de la fraise») et élève de la volaille. Il continue d'y enseigner le judo. Il peut enfin goûter à une tranquillité qu'il n'avait trouvée ni au Japon, ni aux États-Unis ni à Taïwan.

## Palmarès
- Jeux olympiques d'été de 1924 à Paris :
  -  Médaille de bronze en lutte libre (catégorie des poids plume).